# Tweede Kamerverkiezingen 2023/Kandidatenlijst/Libertaire Partij
Dit is de kandidatenlijst voor de Tweede Kamerverkiezingen van 2023 van de Libertaire Partij (LP) zoals die op 13 oktober 2023 is vastgesteld door de Kiesraad. De Libertaire Partij nam aan deze verkiezingen deel in negentien van de twintig kieskringen, in kieskring 20 (Bonaire) deed de partij niet mee.
1. Tom van Lamoen, Amersfoort - 2.953 stemmen
2. Bart Burggraaf, Voorschoten - 127
3. Pasqual Verhagen, Alkmaar - 121
4. Johan Zijlstra, Amersfoort - 43
5. Jip Meijer, Leiderdorp - 52
6. Tom Huijs, Horst - 51
7. Simone Pailer, 's-Gravenhage - 322
8. Lex Loman, Arnhem - 36
9. Gerard van den Brink, Elst (Utrecht) - 33
10. Quintus Backhuijs, Rotterdam - 64
11. Pallieter Koopmans, Wassenaar - 26
12. Klaas Wassenaar, Leeuwarden - 51
13. Martijn Noortman, Soesterberg - 27
14. Pieter Visser, Oss - 32
15. Rody Mens, Eindhoven - 69
16. Mik Brokke, Voorhout - 16
17. Rik Kleinsmit, Almere - 35
18. Peter Hartkamp, Amersfoort - 38
19. Erik Vermeulen, Zwanenburg - 56

1994 · 2012 · 2017 · 2021 · 2023
VVD · D66 · GroenLinks-PvdA · PVV · CDA · SP · Forum voor Democratie · Partij voor de Dieren · ChristenUnie · Volt · JA21 · SGP · DENK · 50PLUS · BBB · BIJ1 · Piratenpartij - De Groenen · BVNL / Groep Van Haga · Nieuw Sociaal Contract · Splinter · Libertaire Partij · LEF - Voor de Nieuwe Generatie · Samen voor Nederland · Nederland met een PLAN · PartijvdSport · Politieke Partij voor Basisinkomen